# Andreas Schnepf
Andreas Schnepf (* 13. Oktober 1968 in Karlsruhe) ist ein deutscher Chemiker.

## Leben
Nach dem Chemiestudium (1990–1996) an der Universität Karlsruhe (Diplomarbeit bei Hans-Joachim Knölker: Mechanistische Untersuchungen zur Azadien-katalysierten Komplexierung von Dienen), der Dissertation (1997–2000) bei Hansgeorg Schnöckel (Reaktionen mit Gallium(I)-bromid: Polyeder und metalloide Cluster in der Chemie des Galliums) und der Habilitation (2002–2006) am Institut für Anorganische Chemie der Universität Karlsruhe (Habilitationsschrift: Erzeugung gasförmiger Ge (I) Halogenide bei 1600°C und ihr Einsatz in der Synthesechemie – Ein neuer Zugang zu metalloide Clustern des Germaniums) lehrte er ebenda als Privatdozent. Von 2010 bis 2012 hatte er eine W2-Professur an der Universität Duisburg-Essen inne. Seit 2012 ist er W3-Professor für Anorganische Chemie an der Universität Tübingen.